# To børn begraver en fugl
To børn begraver en fugl er et maleri af Fritz Syberg fra  1917-1925.

## Persongalleri
De to børn er kunstnerens børn, Franz og Rabbe de står i Pilegårdens have.

## Gengivelse på andre steder
Maleriet blev som litografi ophængt i alle landets skoler i 1937.